# Rósxino (Mordòvia)
|  | Per a altres significats, vegeu «Rósxino». |

Rósxino (en rus: Рощино) és un poble de la República de Mordòvia, a Rússia, segons el cens del 2010 tenia 22 habitants, pertany al municipi de Purdoixki.